# Монтеродуни
Монтероду̀ни (на италиански: Monteroduni) е село и община в Централна Италия, провинция Изерния, регион Молизе. Разположено е на 468 m надморска височина. Населението на общината е 2319 души (към 2010 г.).